# 드레스덴 선언
드레스덴 선언(Dresden Declaration)은 대한민국의 18대 대통령인 박근혜가 발표한 대북 3대 제안이다.
  2014년 3월 28일, 박근혜 대통령의 방독 중 독일 드레스덴 공과대학에서 연설한 평화통일에 대한 선언을 말한다. 3부분으로 구성되어있고 ‘드레스덴 구상’이라고도 표기한다.

## 개요
박근혜 대통령이 2014년 3월 28일 독일 드레스덴 공과대학교에서 <한반도 평화통일을 위한 구상>이라는 제목으로 발표한 대북 원칙이다. 주요 내용은 다음과 같다.

1. 남북한 주민들의 문제부터 해결해 가야한다. (Agenda for Humanity)
2. 남북한 공동번영을 위한 민생 인프라를 함께 구축해 나가야한다. (Agenda for Co-prosperity)
3. 남북 주민간 동질성 회복에 나서야 한다. (Agenda for Integration) 
첫 번째는 남북 주민의 인도적 문제 우선 해결.
두 번째는 남북 공동 번영을 위한 민생 인프라 구축.
세 번째는 남북 주민 간 동질성 회복.
또한 3대 제안을 실현하기 위한 ‘남북교류협력사무소’ 설치를 제안.

## 조선민주주의인민공화국의 반응
조선로동당의 기관지인 로동신문은 기사에서 "드레스덴 구상은 남조선(대한민국) 주도의 흡수 통일을 하려는 대결 선언"이라며 강하게 반발했다.

## 같이 보기
- 드레스덴
- 조선민주주의인민공화국